# Emanuele Fiume
Emanuele Fiume (Fasano, 17 de mayo de 1997) es un deportista italiano que compitió en remo. Ganó una medalla de plata en el Campeonato Europeo de Remo de 2017, en la prueba de cuatro scull.

## Palmarés internacional
| Campeonato Europeo | Campeonato Europeo       | Campeonato Europeo | Campeonato Europeo |
| Año                | Lugar                    | Medalla            | Prueba             |
| ------------------ | ------------------------ | ------------------ | ------------------ |
| 2017               | Račice (República Checa) | Medalla de bronce  | Cuatro scull       |